# Derrubadas
Derrubadas egy község (município) Brazíliában, Rio Grande do Sul állam északi határán. Területén vannak a Yucumã-vízesések. Népességét 2021-ben 2718 főre becsülték.

## Története
A környéken 1893-ban kezdtek megtelepedni a föderalista forradalom elől menekülő portugálok és indiánok. 1931-ben José Antônio Flores da Cunha tábornok, akit a kormány nevezett ki az állam élére (interventor federal) Pedro Garciának koncessziót adott a Pari-hegység keményfájának kitermelésére. Garcia épületeket emelt az Uruguai folyó bal partján (ez a hely ma a Porto Garcia nevet viseli) és 500 emberrel, 15 ökrös vontatóval és egy traktorral végezte a fakitermelést. A fát tutajokon szállították a folyón. 1937-ben Getúlio Vargas diktátor vette át a hatalmat (Estado Novo), Flores da Cunhát elmozdították, Garcia vállalkozása embargó alá került és tönkrement, a munkások pedig elhagyták a helyet. Több, mint 6000 ledöntött fa és kiterjedt irtások maradtak utánuk, a később itt megtelepülő emberek ezért nevezték el a helyet Derrubadasnak (letarolt).
A környék kezdetben Palmeira das Missões, majd 1944-ben az abból kiváló Três Passos része (de nem kerülete) volt. 1955-ben az akkor megalakult Tenente Portela község kerületének nyilvánították Derrubadas néven. 1992-ben függetlenedett, majd 1993-ban önálló községgé alakult.

## Leírása
A község székhelye Derrubadas, további kerületei nincsenek. Az állam északi részén, Argentína határán, az úgynevezett Alto Uruguai zóna Celeiro régiójában fekszik, 500 kilométerre Porto Alegretől, az állam fővárosától. Az éves átlaghőmérséklet 19,1 ºC, a csapadékmennyiség 1800 mm. Területe dombos, elhelyezkedése és magassága miatt éghajlata mérsékelt, télen fagy és hó is előfordulhat egyes részein.
Gazdasága a gyarmatosításkor a fakitermelésre összpontosult, később a megélhetési mezőgazdaságra, majd állat- és növénytermesztésre. Főbb termékek a kukorica, citrusfélék, szarvasmarha, sertés, hal.
Területén található a Turvo természetvédelmi park (Parque Estadual do Turvo), mely Rio Grande do Sul egyik legnagyobb lombhullató erdőtömbjét foglalja magába. Számos veszélyeztetett fajnak ad otthont, mint például a jaguár, a puma, az örvös pekari, a tapír, a pápaszemes guán és a foltosszárnyú fogasfürj. Akár 30 méter magas fák is találhatók, különösen a cédrus, a grápia, a canjerana és a babér. Különleges látványosságok a 12 méter magas Yucumã-vízesések, melyek 1800 méteres hosszúságon húzódnak az Uruguai folyó mentén. Ezek egy geológiai törés következtében alakultak ki, és a világ egyik legnagyobb hosszanti vízesés-rendszerét képezik (vagyis nem merőlegesek a folyóra, hanem annak hosszában helyezkednek el).